# Сани
Сани је српска турбо-фолк и поп-фолк певачица.
На музичкој сцени први пут се појавила 1997. године када је објавила свој албум првенац за тадашњу продукцију „Лазаревић“, под називом „Соколе“.
Данас има објављена четири студијска албума. Почетком 2000. године Сани објављује свој други албум и то за Гранд продукцију, одакле су се између осталих издвојиле песме Душманин, Богови туге, Забрањена јабука и друге.
Са трећег албума објављеног 2002. године издвојиле су се песме Пијана, Опа бато и друге.
Следећи албум Сани је објавила тек након две године, под називом „Баксуз“. Са овог албума највише су се издвојиле песме Један посто, Кошуља, Чаша греха, Урезаћу име твоје и многе друге.

## Дискографија
- Соколе (1997)
- Вашар (2000)
- Пијана (2002)
- Баксуз (2004)